# Claude de Kernevenoy
Claude de Kernevenoy (mort en 1573) est un prélat commendataire français du XVIe siècle. 

## Biographie
Claude de Kernevenoy est issu d'une famille bretonne originaire de Saint-Clet entrée au service du roi de France dans l'entourage de la reine Anne de Bretagne. Il est le petit-fils de Philippe de Kernevenoy et de Marie du Chastel. Son père Charles meurt en 1532 et son frère aîné François de Kernevenoy dit de Carnavalet (1519-1571) devient le gouverneur du duc d'Anjou futur roi Henri III de France. Claude n'est qu'un simple clerc séculier, lorsqu'il devient en 1560 le premier abbé commendataire de Bégard quand le dernier abbé régulièrement élu, son oncle Guillaume IV de Kernevenoy, résigne son titre en sa faveur onze années avant sa mort. Il est nommé évêque de Tréguier en 1566, mais il se démet en 1572, sans avoir jamais été consacré. Après sa mort, la commende de l'abbaye de Bégard revient à Pierre Prosper de La Baume un parent de Françoise de La Baume la seconde épouse de son frère François.